# سیارک ۹۵۵۵
سیارک ۹۵۵۵ (به انگلیسی: 9555 Frejakocha، نامگذاری:1986GC) نه هزار و پانصد و پنجاه و پنجمین سیارک کشف شده‌است که در ۲ آوریل ۱۹۸۶ کشف شد.